# Kevin Johnson (giocatore di football americano)
Kevin Johnson (Clarksville, 5 agosto 1992) è un giocatore di football americano statunitense che milita nel ruolo di cornerback per i Cleveland Browns della National Football League (NFL).

## Carriera universitaria
Johnson frequentò la Wake Forest University dal 2010 al 2014. Nella sua prima stagione disputò 11 partite, di cui cinque come titolare. Il 2011 lo passò come redshirt, poteva cioè allenarsi con la squadra ma non scendere in campo, a causa dei voti bassi conseguiti. Fece ritorno  nel 2012 come titolare, rimanendolo anche nelle due annate successive. La sua carriera nel college football si chiuse con 189 tackle e 7 intercetti.

## Carriera professionistica

### Houston Texans
Nei giorni precedenti al Draft NFL 2015, NFL.com aveva classificato Johnson come una delle potenziali scelte della prima metà del primo giro. Il 30 aprile fu scelto come 16º assoluto dagli Houston Texans. Debuttò come professionista subentrando nella gara del primo turno contro i Kansas City Chiefs in cui mise a segno 2 tackle. Il primo intercetto in carriera lo fece registrare nella settimana 8 su Zach Mettenberger dei Tennessee Titans. La sua stagione da rookie si concluse disputando tutte le 16 partite, 10 delle quali come titolare, con 54 tackle. L'anno successivo Johnson riuscì a disputare solamente sei gare a causa della frattura di un piede. Il ruolo di cornerback titolare nel frattempo passò a Kareem Jackson  che lo mantenne anche per la maggior parte della stagione 2017.